# Jean Dubois (kanoër)
Jean Dubois (Milmort, 13 augustus 1914 - Sclessin, 9 juni 2005) was een Belgisch kanoër.

## Levensloop
Dubois vertegenwoordigde België op de Olympische Spelen van 1948 te Londen. Hij vormde er een team met Hubert Coomans. Het duo was er geselecteerd voor deelname aan de C2 1000 meter en de C2 10000 meter. Door een gebroken peddel tijdens het 1000 meter event finishten ze buiten klassement. Op de 10000 meter werd niet gestart.